# 가루지기 (2008년 영화)
《가루지기》는 2008년에 개봉한 대한민국의 섹스 코미디 영화이다.

## 줄거리
영화는 30년 동안 외로운 과부로 살아온 한 할머니(윤여정 분)를 주인공으로 한 오프닝 서브 플롯으로 시작한다. 그녀는 장승 장승에게 남자를 만나게 해 달라고 기도한다. 놀랍게도 장승은 그녀에게 코를 주는데, 이 코는 특정 주문으로 성적 쾌락을 얻는 마법의 도구로 사용된다.
한편, 형 강목과 함께 사는 변강쇠는 조선 시대 외딴 산골 마을에서 온순한 떡 장수이다. 성욕 감퇴로 놀림받던 강쇠는 노승에게서 숲에 묻은 약이 자신의 성기를 치료해 주지만, 다 마시면 마을에 큰 재앙이 닥칠 것이니 적당히 마셔야 한다는 말을 듣는다. 강쇠는 약을 먹지만, 적당히 마시라는 경고를 무시하고 엄청난 성욕을 느끼게 된다.
마을로 돌아온 강쇠는 형이 전쟁에 징집되었다는 사실을 곧 알게 되고(이전에도 징집된 적이 있음), 강목의 아내 달갱은 외로워진다. 달갱을 사랑하는 강쇠에게 마을의 다른 소녀들은 그를 유혹하여 사랑을 나누게 하고, 이로 인해 강쇠는 달갱에게 죄책감을 느끼고, 달갱도 강쇠에게 같은 감정을 보인다. 이런 일이 벌어지는 동안, 그의 성욕으로 마을에 큰 음기가 불어닥쳐 마을에 큰 화재가 발생한다. 이로 인해 큰 가뭄이 들고, 달갱이 병에 걸린다. 의사는 강쇠에게 유일한 치료법은 딸의 열을 내리기 위해 성관계를 갖는 것이라고 망설이며 말한다.
마을 사람들이 죽은 줄 알았던 강목은 달갱이 임신한 후 돌아와 두 형제 사이에 어색한 상황이 벌어진다. 강목이 그 여인을 자신의 아내가 아닌 강쇠의 아내 후보로 골랐다는 사실이 밝혀지면서 이 문제는 해결된다.
강쇠의 성욕에 대한 소문이 정부 기관에 전해지면서, 그는 서양의 도전자와의 결투에서 자신의 성욕을 과시하라는 의뢰를 받는다. 사절들 앞에서 결투를 펼친 후, 그는 자신의 성욕으로 웅녀(곰 여자)의 성적 욕망을 달래주는 마지막 임무를 맡게 된다. 마을 사람들의 기우제 춤은 마을의 가뭄 문제를 비로 해결한다. 영화는 그가 잠자리를 같이한 여인들의 자손들이 모두 엄청난 성욕을 보인다는 에필로그로 끝난다.

## 출연진
- 봉태규 : 변강쇠 역
- 김예원 : 달갱 역
- 오달수 : 변강목(강쇠의 형) 역
- 윤여정 : 할멈 역
- 송재호 : 노승 역
- 전수경 : 주모 역
- 이정섭 : 사또 역
- 김기현 : 봉사 의원 역
- 권병길 : 고관 역
- 서영 : 봄이 역
- 정나온 : 단비 역
- 고서희 : 슬비 역
- 김영애 : 해랑 역
- 류미주 : 홍이 역
- 서한 : 일남 역
- 김호원 : 돌쇠 역
- 이소윤 : 나루터 기생 1 역
- 이인혜 : 나루터 기생 2 역
- 장준녕 : 주막 양아치 1 역
- 사강 : 고관 첩 역
- 곽진무 - 근육질 사내 역
- 진모 - 근육질 사내 역